# 경산 대구 가톨릭대학교 스트로마톨라이트
경산 대구 가톨릭대학교 스트로마톨라이트(慶山 大邱 가톨릭大學校 스트로마톨라이트)는 대한민국 경상북도 경산시 하양읍, 대구가톨릭대학교 내의 경상 누층군 대구층에 있는 지질유산이다. 2009년 12월 11일 천연기념물 제512호로 지정되었다.

## 개요
스트로마톨라이트란 생물체(박테리아)에 의해서 만들어지는 특이한 형태의 생물 퇴적 화석이며, 지구의 생명 탄생 초기에서부터 오늘날까지 해수나 담수에서 형성되고 있다. 때문에 스트로마톨라이트의 연구는 초기 지구 생명체의 기원에 대한 증거들을 제공하고, 초기지구의 형성과정에 대한 해답을 제시하며, 박테리아 및 미세조류의 진화과정을 밝히는데 많은 정보를 제공한다. 또한 스트로마톨라이트는 형태학적으로 다양하고 모양이 우수하여, 학자들에게 필요할 뿐만 아니라, 일반인들에게도 많은 매력을 선사하고 있어 여러 국가들이 화석관광을 유도하는 등, 보존 발굴 가치가 높은 화석중의 하나이다.
국내에서는 약 15년 전부터 몇몇 학자들이 스트로마톨라이트의 중요성을 인식하고 이를 조사하기 시작하였으며, 이후 경상북도 전역에서 다양한 형태의 스트로마톨라이트가 보고되기 시작하였다. 이러한 연구결과 대구광역시, 군위군, 의성군, 진주시 등지의 백악기 퇴적암 경상 누층군에서 다량의 스트로마톨라이트가 보고되었으며 특히 경산시 대구가톨릭대학교 부근의 대구층에서 보존이 아주 우수한 스트로마톨라이트가 대량으로 보고되었다. 특히 2004년 10월에 조사된 경산시 대구가톨릭대학교의 거대한 스트로마톨라이트는 중생대 백악기 호수에서 형성된 것으로 판단하고 있으며, 박테리아화석 함유정도, 화석의 보존성 및 형태의 다양성에 있어서 세계적일 뿐만 아니라 생성 당시 호수의 규모나 환경을 이해하는데 중요한 가치를 갖고 있다. 향후 동 스트로마톨라이트는 전 세계적 관심사인 생명체와 초기지구의 진화 및 형성과정에 대한 연구에 크게 기여할 수 있을 것이다.

## 같이 보기
- 대구가톨릭대학교
- 경상 분지
- 대구층
- 경산시의 지질

## 참고 자료
- 경산 대구 가톨릭대학교 스트로마톨라이트 - 국가유산청 국가유산포털